# Richárd Rapport
Richárd Rapport (* 25. března 1996, Szombathely) je maďarský šachový velmistr. Tento titul získal ve věku 13 let, 11 měsíců a 6 dní v roce 2010 a stal se tak nejmladším maďarským šachistou, který tento titul získal.
V roce 2016 se oženil se srbskou šachovou velmistryní Jovanou Vojinovičovou.

## Šachová kariéra

### Mládí
Richárd Rapport se narodil dne 25. března 1996 v Szombathely ekonomům Tamás Rapportovi a Erzsébet Móroczové. Šachy se naučil hrát od svého otce, který měl Elo ca 2000, ve svých čtyřech letech. Seriózněji šachy začal hrát tehdy, když potřeboval zlepšit známky v matematice.
V červnu roku 2006 se stal studentem šachové školy Gézy Maróczyho. V tomtéž roce vyhrál evropský šachový šampionát v kategorii do 10 let.
V roce 2008 získal titul národního mistra, následující rok se pak stal mezinárodním mistrem. V roce 2010 získal na turnaji Gotth'Art Kupa ve městě Szentgotthárd svou poslední velmistrovskou normu. Na tomto turnaji skončil druhý za svým trenérem Alexandrem Beljavskjim. Na druhém místě pak skončil společně s Lajosem Portischem, jedním z nejlepších nesovětských hráčů druhé poloviny 20. století. Richárd Rapport se tak stal velmistrem ve věku pouhých 13 let, 11 měsíců a 6 dnů. Překonal tak maďarský národní rekord, který do té doby držel Péter Lékó.
V roce 2010 se zúčastnil s maďarským národním týmem evropského šachového mistrovství v kategorii do 18 let. Ze sedmi her dvě prohrál a jednu zremizoval, jeho úspěšnost tedy dosahovala 71,4 procent. S týmem skončil na turnaji třetí, třetí pak skončil i Rapport sám v individuálních výsledcích.
V roce 2012 se v Aténách zúčastnil mistrovství světa v šachu juniorů. Skončil druhý, když až v tiebreaku prohrál s Alexandrem Ipatovem.
V květnu roku 2013 skončil na turnaji Sigeman & Co Chess Tournament první společně s Nigelem Shortem a Nilsem Grandeliusem. V tiebreaku pak zvítězil i nad nimi. Na tomto turnaji získal 4,5 bodů ze sedmi, třikrát vyhrál, jednou prohrál a tři partie zremizoval.
V prosinci pak vyhrál Evropský šampionát v rapid šachu a skončil čtvrtý na turnaji v blitzu.

### 2014–současnost
V roce 2016 hrál od 20. do 23. prosince v Číně v Jen-čchengu zápas proti sedmnáctiletému čínskému Weji I. Tento zápas vyhrál, ale až v rozhodující partii, armageddonu, ve které Rapport s černými figurami vyhrál, jelikož se jeho soupeř vzdal. Ve čtyřech klasických partiích každý jednou vyhrál a dvakrát remizovali. V následujícím tie-breaku každý jednu blitz partii vyhrál. V této době byl Rapport juniorem (pod 21 let) s nejvyšším ratingem (2717) a Wej I měl jako junior druhý nejvyšší rating (2707).
V roce 2017 se zúčastnil šachového turnaje ve Wijku aan Zee. Hned v prvním kole hrál proti mistrovi světa Magnusu Carlsenovi a ve 33 tazích bílými figurami vyhrál.
V květnu tohoto roku vyhrál maďarský šachový šampionát.
V květnu 2022, v rámci sponzorské dohody se srbskou společností Superbet Romania, oznámil Rapport svůj záměr změnit federaci a reprezentovat Rumunsko. Přestup byl oficiálně oznámen v září 2022.
Na přelomu června a července 2022 se účastnil turnaje kandidátů, skončil však až na posledním místě.